# Arauca (Caldas)
Arauca ist eine Gemeinde (corregimiento) und liegt im Departement Caldas (Kolumbien) und gehört zum Verwaltungsbereich von Palestina, Caldas. Es liegt in einer Schlucht am rechten Ufer des Río Cauca. Arauca ist ein Verkehrsknoten, der das Zentrum des Departement Caldas mit der Region Bajo Occidente verbindet.

## Geschichte
Vermutlich wurde das Tal Anfang des 19. Jahrhunderts besiedelt. Siedlungspunkte im Tal des Río Cauca entstanden zunächst an Punkten, an denen der Fluss überquert werden konnte. Der Name „Arauca“ erscheint in den Berichten über die Bürgerkriege, gleichzeitig wird „La Margarita“ als eine der wichtigsten Haciendas in diesem Sektor bezeichnet.
In den 40er und 50er Jahren des 20. Jahrhunderts war sein Aufstieg ungewöhnlich. Mit dem Bau der Bahn durch das Tal des Río Cauca und der Errichtung der Bahnstation konnte man direkt nach La Virginia und andere Städte wie Cali oder Medellin fahren. Die Bahnstation diente aber auch dem Handel und Warentransport.
Der Bergrutsch von Chirapotò 1970, der Teile der Bahnstrecke zerstörte, führte dazu, dass der Bahnbetrieb eingestellt wurde.

## Wirtschaft
Arauca ist Handelspunkt für den Einkauf von Kaffee und Kakao, vor allem aus dem Departement Caldas.
Bis etwa 2000 gab es im Tal zahlreiche Fischer, die ihre Fische in Arauca verkauften. Doch durch die Industrialisierung vor allem in Raum Cali hat die Wasserqualität deutlich abgenommen. Das Fischen musste aufgegeben werden.
Arauca erzielt ein Teil seiner Einnahmen durch sein Unterhaltungsangebot. Ein Teil der Löhne der Erntearbeiter bleibt am Wochenende in den Bars.
Viele der Mitarbeiter der Resorts und Eigentumswohnungen im Sektor La Rochela leben in Arauca. In diesem Bezirk werden Baumaterialien aus dem Fluss Chinchiná und den Nebenflüssen des Cauca gewonnen.

## Infrastruktur
Der Río Cauca ist in dem Bereich nicht schiffbar.
So brachte vor allem die Eisenbahn mit der Eröffnung des Bahnhofes 1939 einen bedeutsamen Aufschwung. Nach der Zerstörung der Bahnlinie durch den Erdrutsch von 1970 in der Region Chirapotó ruht der Bahnbetrieb. Ab 2000 wurde an der Wiederherstellung der Bahnlinie gearbeitet und in großem Umfang neue Schwellen und Gleise verlegt. Doch Streitigkeiten verschiedener Akteure ließen das Projekt scheitern.
Seit 1957 führt die „Aquilina Villagas“-Brücke über den Río Cauca. Dadurch wurde die Straßenverbindung in Richtung Norden verbessert. In Richtung Osten erschließt die Straße das Departement Caldas bis hin nach Manizales.

## Link
- Corregimiento de Arauca